# Parametriocnemus subnubilus
Parametriocnemus subnubilus är en tvåvingeart som beskrevs av Sinharay och Chaudhuri 1979. Parametriocnemus subnubilus ingår i släktet Parametriocnemus och familjen fjädermyggor.
Artens utbredningsområde är West Bengal (Indien). Inga underarter finns listade i Catalogue of Life.